# Hermann Sitz
Hermann Sitz (* 11. Dezember 1949 in Erfurt, Thüringen) ist ein deutscher Diplomat und seit 2010 Generalkonsul in Vancouver.

## Leben
Nach dem Abitur studierte Sitz von 1969 bis 1973 Rechtswissenschaften an der Ruprecht-Karls-Universität Heidelberg und schloss dieses Studium 1973 mit dem Ersten Juristischen Staatsexamen. Nach dem darauf folgenden juristischen Vorbereitungsdienst legte er 1977 das Zweite Juristische Staatsexamen ab.
1978 trat er in den Auswärtigen Dienst und fand nach Ablegung der Laufbahnprüfung für den höheren Dienst zwischen 1980 und 1982 zunächst Verwendung an der Botschaft in Frankreich als Protokoll- und Politischer Referent, ehe er von 1982 bis 1985 Ständiger Vertreter des Botschafters in Angola war. Danach war er zuerst Referent in der  Politischen Abteilung II des Auswärtigen Amtes und im Anschluss von 1988 bis 1991 Botschafter in Sierra Leone.
Nach seiner Rückkehr war er bis 1995 stellvertretender Referatsleiter in der Rechtsabteilung des Auswärtigen Amtes und dann von 1995 bis 2000 nach einer Einführung als Austauschbeamter im Außenministerium Frankreichs Politischer Referent in der Botschaft in Frankreich. Im Anschluss war Sitz zwischen 2000 und 2003 Referatsleiter in der Rechtsabteilung des Auswärtigen Amtes sowie bis 2007 Gesandter und Ständiger Vertreter des Botschafters in Österreich, ehe er von 2007 bis 2010 Leiter der Abteilung für Presse- und Öffentlichkeitsarbeit der Botschaft in Frankreich war.
Seit Juli 2010 war Hermann Sitz Generalkonsul in Vancouver und damit Nachfolger von Klaus Achenbach, der in den Ruhestand trat. Sein Nachfolger ist Dr. Klaus Otto Schmidt.

## Auszeichnungen
- 2008: Großes Goldenes Ehrenzeichen mit dem Stern für Verdienste um die Republik Österreich[1]